# Todesfall Volkan Kaya
Der sechsjährige Volkan Kaya wurde am 26. Juni 2000 in Hamburg auf einer Spielwiese von zwei Kampfhunden getötet. Sein Tod löste deutschlandweit eine intensive Debatte über die Einführung einer Kampfhundeverordnung sowie Kritik am Versagen der Behörden aus. Daraus resultierte schließlich die Verabschiedung des Hundeverbringungs- und -einfuhrbeschränkungsgesetzes sowie die Verschärfung bestehender Hundegesetze auf Landesebene.

## Ermittlungen

### Hergang
Am 26. Juni 2000 um 11:40 Uhr spielte Volkan zusammen mit anderen Kindern auf der Wiese neben seiner Grundschule Fußball, als der 23-jährige Ibrahim K. und seine Freundin, die 19-jährige Silja W., ihre beiden Pitbull-Mischlinge Zeus und Gipsy im Hof ihres Mietshauses ausführten. Plötzlich lief Gipsy zur Wiese der Schule hinüber, Zeus rannte kurz darauf ebenfalls los. Die Hunde stürzten sich auf Volkan, rissen ihn um und verbissen sich in Gesicht, Kopf und Nacken des Jungen. Beim Versuch die Hunde aufzuhalten, wurde Ibrahim K. selbst durch Bisse in den Arm verletzt.
Die 33-jährige Hüseyin Aydogdu und der 29-jährige Dragan Juric versuchten ebenfalls, die Hunde von Volkan wegzuzerren.
Auf den Notruf einer 13-jährigen Schülerin trafen nach kurzer Zeit mehrere Polizeistreifen ein. Es dauerte noch ca. 10 Minuten, bis ein Beamter Schüsse auf den Hund Zeus abgab. Aus kürzester Distanz feuerte er sein ganzes Magazin leer, woraufhin der Hund von Volkan abließ und leblos auf der Wiese liegen blieb. Der zweite Hund flüchtete in ein Gebüsch, wo ein Polizeibeamter schließlich sieben Kugeln auf ihn abfeuerte.
Ein Notarzt leitete Reanimationsmaßnahmen ein, doch aufgrund seiner massiven Verletzungen in Gesicht und Kopf verstarb der Junge noch auf dem Schulhof.

### Rechtsmedizinisches Gutachten
Die Obduktion Volkans und der beiden Hunde führte der Rechtsmediziner Michael Tsokos am Rechtsmedizinischen Institut der Universität Hamburg durch. Er öffnete den Magen des Rüden Zeus und fand darin die zentralen Gesichtsteile des Jungen einschließlich Nase und Oberlippenregion sowie Augenregion und große Teile der behaarten Kopfhaut.
Im Magen des weiblichen Hundes Gipsy fanden sich ebenfalls Anteile des Gesichts und der Kopfhaut, jedoch in deutlich geringerem Ausmaß als beim Rüden. Somit konnten Zeus die tödlichen Anteile der Beißattacke zugeordnet werden, welche zum erheblichen Blutverlust und zum Tod Volkans geführt hatten.
„Der Kampfhund Zeus hatte Volkans Gesicht bei der Beißattacke wie eine Faschingsmaske aus Latex heruntergerissen“, schreibt Michael Tsokos in seinem Buch Die Zeichen des Todes.

## Kenntnisse der Sicherheitsbehörden
Bereits lange bevor Volkan Kaya im Juni 2000 zu Tode kam, hatten Hamburger Behörden umfangreiche Kenntnis von Ibrahim K. und seinen beiden Kampfhunden.
Ibrahim K. war in den 1990er Jahren mehrmals polizeiauffällig geworden, unter anderem wegen gefährlicher Körperverletzung, schweren Diebstahls, Drogendelikten sowie Hausfriedensbruch. Jedoch wurde er aufgrund seines jugendlichen Alters damals nicht verurteilt. Nachdem er seine Lehre abgebrochen hatte, schaffte er sich einen Kampfhund an, den Pitbull-Mischling Zeus. Diesen ließ er ohne Leine und Maulkorb durch die Straßen des Wilhelmsburger Bahnhofviertels laufen.
Im April 1998 fiel Zeus einen Schäferhund sowie dessen Besitzerin an und verletzte beide. Die Frau erstattete daraufhin Anzeige gegen Ibrahim K. Er wurde zu einer Geldstrafe von 1600 DM verurteilt und erhielt zudem vom Ordnungsamt die Auflage, mit Zeus beim Amtstierarzt zu erscheinen. Dieser begutachtete den Hund und befand, dass der Pitbull-Mischling „nicht bissig“ sei, wenn auch „scharf gegenüber anderen Rüden“. Folglich wurde Ibrahim K. dazu verpflichtet, Zeus künftig an der Leine zu führen, wenn er mit ihm die Wohnung verließ.
Die Einhaltung dieser Auflagen wurde jedoch weder vom Ordnungsamt noch von der Polizei überprüft. Zeugen berichten, dass Ibrahim K. seinen Kampfhund stets ohne Leine und ohne Maulkorb laufen ließ. Er schenkte seiner Freundin Silja W. gleichfalls einen Pitbull-Mischling, genannt Gipsy. Ibrahim K. und Silja W. nutzten die Spielwiese neben ihrem Mietshaus als Trainingsplatz für die Kampfhunde. Nachbarn beobachteten, wie Ibrahim K. bevorzugt Kinderschaukeln für das Beißtraining verwendete. Das Gartenbauamt ersetzte innerhalb von zwei Jahren rund 50 zerbissene Schaukeln im Wilhelmsburger Bahnhofsviertel.
Im April 2000 verletzte Zeus schließlich einen Labrador, woraufhin dessen Besitzer Anzeige erstattete. Jedoch unterlief bei der polizeilichen Aufnahme ein Fehler, weshalb es unbemerkt blieb, dass der Kampfhund bereits zugebissen hatte. Die Behörden verfügten lediglich, dass der Hund erneut dem Amtstierarzt vorgeführt werden sollte.
Im selben Monat verletzte Zeus innerhalb von zwei Tagen einen Beagle und einen Schäferhund. Der Beagle erlag kurz darauf seinen Verletzungen. Die Besitzer der verletzten Tiere erstatteten Anzeige. Daraufhin wurde sowohl Leinen- als auch Maulkorbpflicht für Zeus angeordnet, die amtliche Post erreichte jedoch nicht den vorgesehenen Empfänger.
Auch der zweite Hund, Gipsy, verletzte kurz nacheinander einen anderen Hund und biss einem 11-jährigen Mädchen in den Arm. Erneut wurde Anzeige erstattet.
Laut Silja W. habe ihr Freund Ibrahim seinen Hund zeitweise mit schweren Ketten um den Hals laufen lassen, ihn getreten und mit Eisenstangen geschlagen. Mit diesen Methoden wollte er Zeus „zum stärksten Kampfhund der Stadt“ drillen.
Im Jahr 1999 war Ibrahim K. außerdem wegen Drogenhandels und Körperverletzung angezeigt worden.

## Reaktionen

### Öffentlichkeit
Der Vorfall löste große öffentliche Empörung aus und sorgte wochenlang bundesweit für Schlagzeilen. Einen Tag nach dem Todesfall, am 27. Juni 2000, legten Schulkinder Blumen auf die Stelle, an der Volkan Kaya starb. In einer schlichten Feier gedachten Schüler, Eltern und Nachbarn des Geschehens und die Schüler pflanzten einen Ahornbaum. Außerdem wurden Diskussionen über eine Kampfhundeverordnung wieder angefacht und übten großen Druck auf Politik und Behörden aus.

### Politik
Seit Beginn der 1990er Jahre wurde in Deutschland über die Einführung einer Kampfhundeverordnung diskutiert. Nach der Tötung des sechsjährigen Volkan trat am 21. April 2001 schließlich auf Bundesebene das Gesetz zur Bekämpfung gefährlicher Hunde in Kraft, später umbenannt in Gesetz zur Beschränkung des Verbringens oder der Einfuhr gefährlicher Hunde in das Inland (kurz: HundVerbrEinfG).
Daneben erließen die Bundesländer eigene Hundegesetze, Verordnungen und Rasselisten. In Nordrhein-Westfalen wurde eine Rasseliste mit Hunden, die als besonders gefährlich gelten, erstellt: American Staffordshire, Bullterrier, Pitbull Terrier und Staffordshire Bullterrier. Parallel dazu verabschiedete Hamburg nur zwei Tage nach dem Vorfall die strengste Hundeverordnung Deutschlands.

## Strafprozess
Am 1. Dezember 2000 begann vor dem Jugendschwurgericht am Landgericht Hamburg die Hauptverhandlung gegen Ibrahim K. wegen Körperverletzung mit Todesfolge und  Silja W. wegen fahrlässiger Tötung. Die Staatsanwaltschaft forderte 8 Jahre und 6 Monate Freiheitsstrafe für Ibrahim K. und 2 Jahre und 9 Monate Jugendstrafe für Silja W. Ibrahims Verteidiger drängte auf Freispruch für seinen Mandanten.

### Urteil
Verurteilt wurden beide Angeklagten am 17. Januar 2001 nur wegen fahrlässiger Tötung. Einen Körperverletzungsvorsatz konnte das Gericht nicht erkennen. Die Angeklagten hätten die Verletzung eines Menschen weder beabsichtigt noch billigend in Kauf genommen. Der Amtstierarzt habe Zeus als „nicht bissig“ eingeschätzt. Dennoch hätten die Angeklagten in hohem Maße pflichtwidrig gehandelt.

„Beide handelten aus einer Mischung aus Unwissenheit, Unverstand, vor allem aber aus in Egoismus wurzelnder Rücksichtslosigkeit und Gleichgültigkeit, aus Nachlässigkeit und Sorglosigkeit“

Ibrahim K. wurde als Halter des Pitbull-Mischlings Zeus zu dreieinhalb Jahren Freiheitsstrafe verurteilt. Strafmildernd wurde ihm angerechnet, dass er „mit aller Kraft“ versucht hatte, das Leben des Jungen zu retten, als die Hunde ihn „wie eine Beute zerfleischten“.
Silja W. erhielt eine Jugendstrafe von einem Jahr unter Strafaussetzung zur Bewährung.  Während der Bewährungszeit durfte sie keine Hunde halten und musste an zehn Wochenenden Arbeitsleistungen sozialer Art erbringen. Strafmildernd wurde ihr angerechnet, dass sie Reue gezeigt und vor Gericht ein Teilgeständnis abgelegt hatte.
Die Revisionen von Staatsanwaltschaft und Verteidigung gegen das Urteil wurden vom  5. Strafsenat des Bundesgerichtshofs verworfen.
Nachdem Ibrahim K. etwas mehr als zweieinhalb Jahre seiner Strafe verbüßt hatte, wurde er im Januar 2003 gemäß § 456a Abs. 1 StPO in die Türkei abgeschoben.

## Reportagen
- Verlagsgruppe Droemer Knaur (Hrsg.): Killer auf vier Pfoten. 30:26 Minuten, [Podcast]. Die Zeichen des Todes. Der einzig wahre True-Crime-Podcast, 10. Juni 2021 (youtube.com [abgerufen am 3. Mai 2024]).
- Das Erste – Panorama (Hrsg.): Kampfhundopfer Volkan: Chronik eines Todes-Kampfhund. 9:20 Minuten, [Video]. 13. Juli 2000 (ardmediathek.de [abgerufen am 3. Mai 2024]).
- SRF (Hrsg.): Parallelen zum Fall Volkan. 24:44 Minuten, [Video]. 1. Dezember 2005 (srf.ch [abgerufen am 3. Mai 2024]).